# إيرا كوهن
إيرا كوهن (بالإنجليزية: Ira Cohen)‏ هو مصور وكاتب ومخرج وشاعر وممثل أمريكي، ولد في 3 فبراير 1935 في نيويورك في الولايات المتحدة، وتوفي في 25 أبريل 2011 بسبب قصور كلوي.

## وصلات خارجية
- إيرا كوهن على موقع IMDb (الإنجليزية)
- إيرا كوهن على موقع ميوزك برينز (الإنجليزية)
- إيرا كوهن على موقع أول موفي (الإنجليزية)
- إيرا كوهن على موقع ديسكوغز (الإنجليزية)
- إيرا كوهن على موقع قاعدة بيانات الفيلم (الإنجليزية)
- إيرا كوهن على موقع كينوبويسك (الروسية)